# Rhaphidorrhynchium cyparissoides
Rhaphidorrhynchium cyparissoides là một loài Rêu trong họ Sematophyllaceae. Loài này được (Hornsch.) Broth. miêu tả khoa học đầu tiên năm 1925.